# Nicola Hall
Nicola Hall, född 3 mars 1969 i England, Storbritannien, är en brittisk klassisk gitarrist.
Nicola studerade tidigt på Chethams School of Music och senare vid Royal Northern College vilket bland annat gav henne möjlighet att uppträda regelbundet. Hon vann första pris i ett flertal stora tävlingar mellan åren 1986 och 1989. Hon fick även en utmärkelse efter att ha vunnit Royal Overseas League Music Competition. Under denna tävling kom hon också i kontakt med John Williams som sedermera blev hennes lärare. 1991 gjorde hon sin skivdebut med Virtuoso Guitar Transcriptions – en skiva som fick stor uppmärksamhet i den klassiska gitarrvärlden. Musikkritiker lovordade henne för sin tekniska briljans och sitt musikaliska uttryck. 1992–1994 turnerade hon runt om i världen med bland annat London Mozart Players och Royal Scottish Orchestra. 1995 gav hon mästarklasser vid West Dean International Guitar Festival.
Det sägs att hon drabbades av muskelinflammation i händerna någon gång 1996–1997, vilket innebar slutet för hennes karriär. Denna information har dock inte kunnat bekräftas.

## Skivinspelningar
Virtuoso Guitar Transcriptions (Decca – inspelad 1990, utgiven 1991)
- Sergej Rachmaninov: Preludium i g-moll, op. 23 nr 5
- Manuel de Falla: Dance from La vida breve
- Isaac Albéniz: Granada ur Suite Española
- Pablo Sarasate: Zapateado, op. 23 nr 2
- Niccolò Paganini: Caprice, op. 1 nr 24
- Maria Theresia von Paradis: Sicilienne
- Johann Sebastian Bach: Partita i d-moll, BWV 1004

The Art of the Guitar (Decca – inspelad 1993, utgiven 1994)
- William Walton: Five bagatelles for Guitar
- Johann Sebastian Bach: Sonata No. 2 in A minor 1003
- Federico Moreno Torroba: Sonatina
- Joaquín Rodrigo: Invocación y danza
- Johann Kaspar Mertz: Fantasie hongroise, op. 65 nr 1

Paganini/Sarasate/Castelnuovo-Tedesco with London Mozart Players/Andrew Litton (Decca – inspelad 1992, utgiven 1994)
- Niccolò Paganini: Concerto No. 2 in B minor, op. 7
- Pablo Sarasate: Zigeunerweisen, op. 20
- Mario Castelnuovo-Tedesco: Concerto No. 1 in D major for Guitar and Orchestra

Billy Cowie: Canciones para Guitarra (Divas Records)
- Billy Cowie: Canciones para Guitarra